# Tafissour
Tafissour est une commune de la wilaya de Sidi Bel Abbès en Algérie.

## Toponymie
Peut-être  du berbère țfssr , fssr ⴼⵙⵙⵔ [fssr] étandue.

## Géographie

### Situation
| Merine        | Youb (Saïda)         | Youb (Saïda)                     |
| Oued Taourira | Tafissour            | Aïn El Hadjar (Saïda); Taoudmout |
| Oued Taourira | Moulay Larbi (Saïda) | Taoudmout                        |

### Lieux-dits, hameaux, et quartiers[2]
- Tefessour
- Oualia
- zones éparses de Aïn Nour
- Tindefelt
- Taznagua